# 古琴

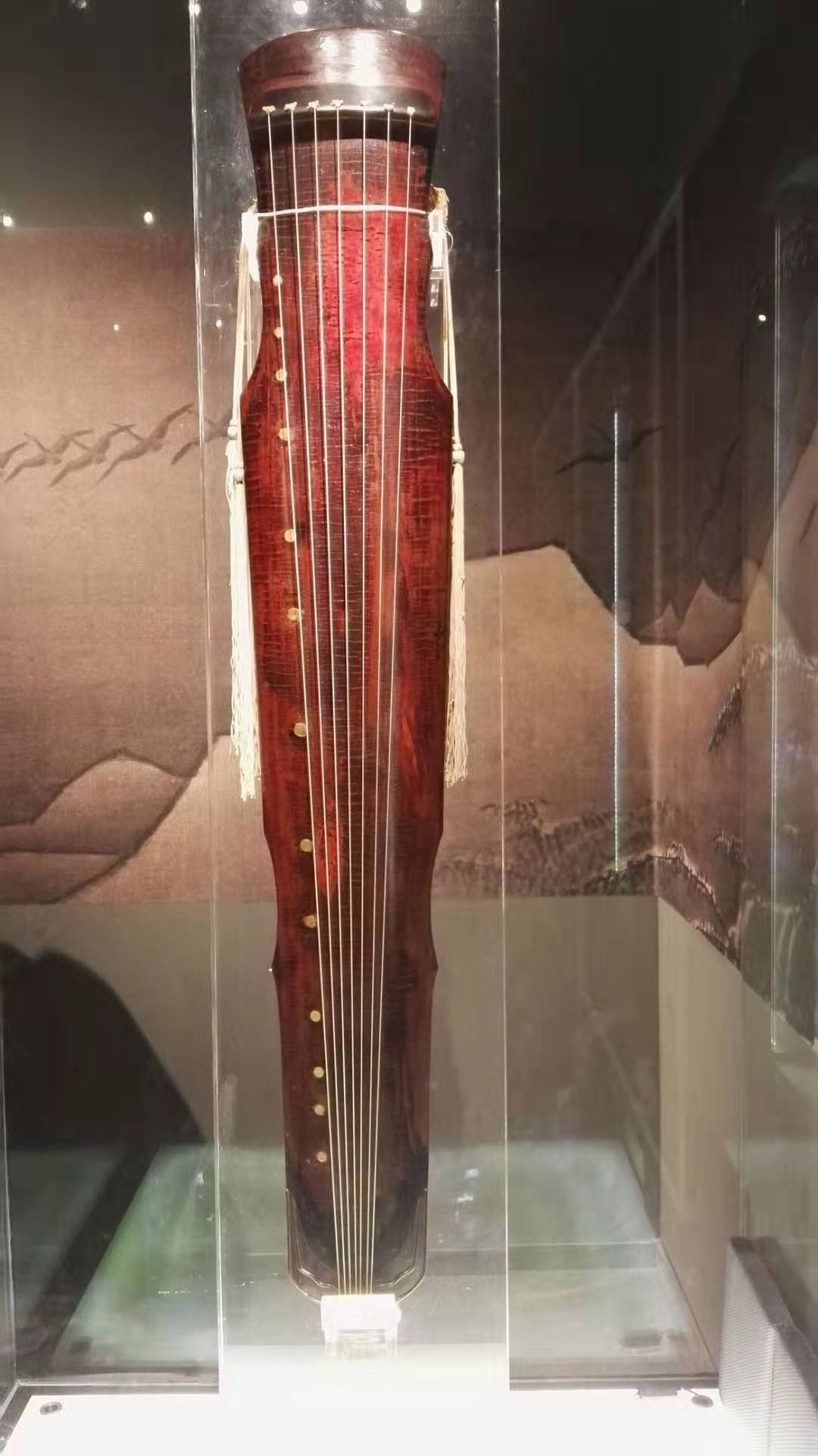
唐の名琴『大聖遺音』、故宮

古琴（こきん、クーチン、拼音: gǔqín）は、中国の古い伝統楽器。七弦琴（しちげんきん）、瑶琴（ようきん）とも呼ぶ。3000年の歴史がある撥弦楽器で、八音の「糸」に属し、7本の弦を持つ。箏などと違い、琴柱（ことじ）はなく徽（き）と呼ばれる印が13あり、これに従い、左指で弦を押さえて右指で弾く。古琴演奏技は、2003年、ユネスコの無形文化遺産保護条約に基づく「人類の無形文化遺産の代表的な一覧表」に掲載され、2009年9月に無形文化遺産として正式登録された。
古琴は中国の文人が嗜むべきとされた“琴棋書画”の一番目である。孔子、諸葛孔明、竹林の七賢の嵆康、陶淵明、白居易など、歴史上著名な多くの文人によって演奏された。日本でも菅原道真、重明親王が学んだことが知られる。「君子左琴」「右書左琴」「伯牙絶弦」「知音」など、琴にまつわる故事成語も多い。
宇宙探査機ボイジャーに積載されたゴールデンレコードには管平湖による古琴の演奏が収められている。

## 構造
古琴の胴体は全長130cm前後で、伝統的にアオギリ製とされるが、それ以外の木材も使われ、雲杉（トウヒ属）製も人気が高い。7本の弦を有し、演奏者から見て遠い方から順に第1弦、第2弦、…、第7弦と数える。調弦方法にはさまざまなものがあるが、もっとも基本的な正調では第1弦から順に C D F G A c d であり、開放弦で五音音階を奏でることができる。右手の小指以外の4本の指を使って弾く。複数の弦を同時に弾くこともあり、音程としては八度・五度などが使われる。
ギターのフレットや琴柱のようなものは存在しない。左手も小指以外の4本の指を使うが、左指の使い方には散・泛・按の3通りがある。
- 散 - 左指を使わない（開放弦）
- 泛 - 左指で軽く弦に触れて倍音を出す（フラジオレット）
- 按 - 左指で弦を押さえて音の高さを変える。弾きながら指を動かして音高を変化させる技法（ポルタメント）が多用される。

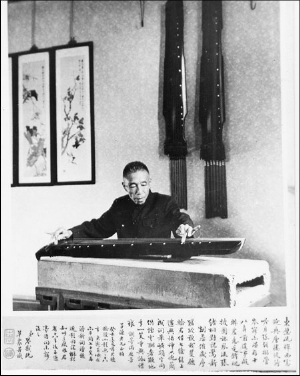
古琴を弾いている張子謙

左指で押さえる場所を示す13個のしるしを「徽」と呼び、演奏者から見て右から左へ第一徽・第二徽……と呼ぶ。徽は開放弦に対する弦長比が単純な分数になるように定められており（純正律を参照）、徽同士の間隔は一定しない。開放弦が C の場合、徽と音の関係は以下のようになる。
| 徽     | 13  | 12  | 11  | 10  | 9   | 8   | 7   | 6   | 5   | 4   | 3   | 2   | 1   |
| 弦長比 | 7⁄8 | 5⁄6 | 4⁄5 | 3⁄4 | 2⁄3 | 3⁄5 | 1⁄2 | 2⁄5 | 1⁄3 | 1⁄4 | 1⁄5 | 1⁄6 | 1⁄8 |
| 按     | D   | E♭  | E   | F   | G   | A   | c   | e   | g   | c1  | e1  | g1  | c2  |
| 泛     | c2  | g1  | e1  | c1  | g   | e   | c   | e   | g   | c1  | e1  | g1  | c2  |

按音の場合は、徽の位置ちょうどを押さえるだけでなく、徽と徽の間の位置を押さえる場合もある。その位置を示す場合は、第八徽と第九徽のちょうど中間を「八徽半」と呼んだり、徽と徽の間を10等分して「分」を用いる、すなわち例えば第七徽と第八徽の間を10等分した6番目の位置を「七徽六分」、第六徽と第七徽の間を10等分した2番目の位置を「六徽二分」という風に、いわば小数のように呼ぶ。
以下に散音をCとしたときのピタゴラス音律による押さえる位置を示す。
| 按音 | 徽         |
| ---- | ---------- |
| C    | 散音       |
| D♭   | 十三徽六分 |
| D    | 十三徽一分 |
| E♭   | 十二徽二分 |
| E    | 十徽八分   |
| F    | 十徽       |
| F♯   | 九徽四分   |
| G    | 九徽       |
| A♭   | 八徽半     |
| A    | 七徽九分   |
| B♭   | 七徽六分   |
| B    | 七徽三分   |
| c    | 七徽       |
| d♭   | 六徽七分   |
| d    | 六徽四分   |
| e♭   | 六徽二分   |
| e    | 六徽       |
| f    | 五徽六分   |
| f♯   | 五徽三分   |
| g    | 五徽       |
| a♭   | 四徽八分   |
| a    | 四徽六分   |
| b♭   | 四徽四分   |
| b    | 四徽二分   |
| c1   | 四徽       |
| d♭1  | 三徽八分   |
| d1   | 三徽四分   |
| e♭1  | 三徽二分   |
| e1   | 三徽       |
| f1   | 二徽六分   |
| f♯1  | 二徽三分   |
| g1   | 二徽       |
| a♭1  | 一徽八分   |
| a1   | 一徽六分   |
| b♭1  | 一徽四分   |
| b1   | 一徽二分   |
| c2   | 一徽       |

## 歴史

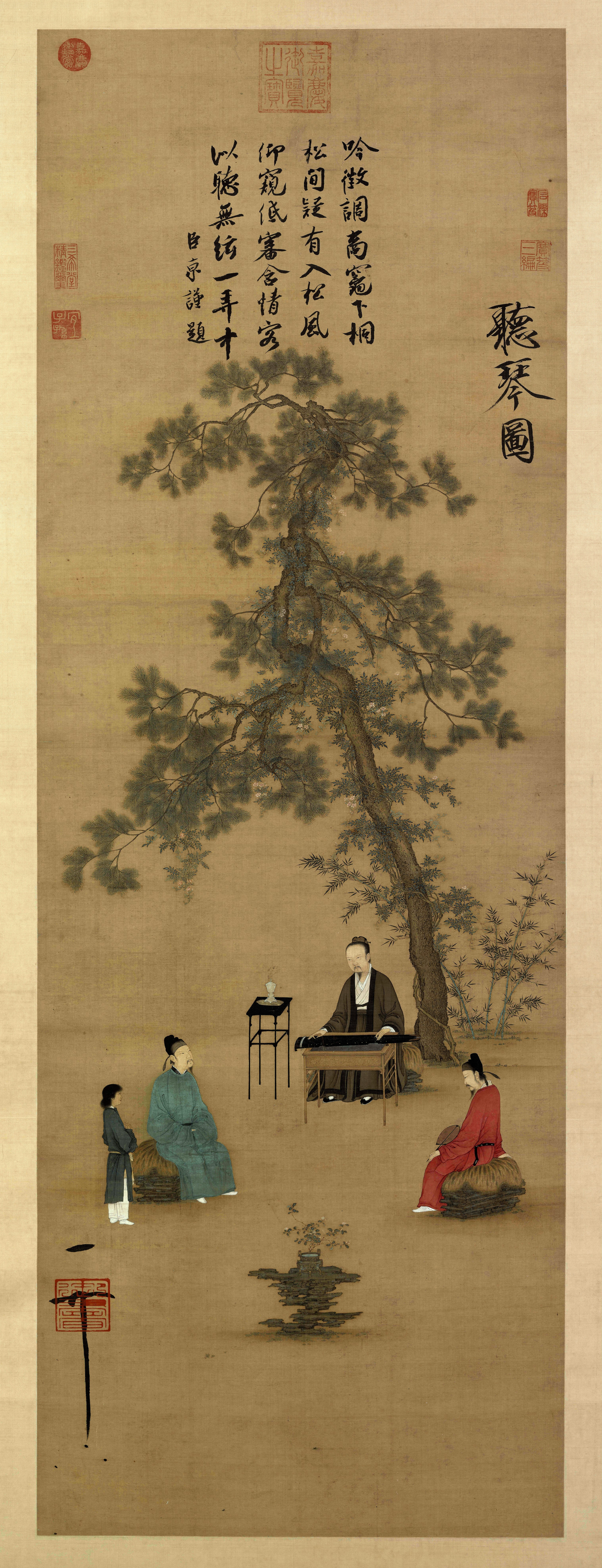
宋徽宗の『聴琴図』

古琴の発明は、伏羲、神農、黄帝、堯、舜など、様々の伝説的な人物と関係づけられている。:65 琴の最古の文献上の記録は『詩経』である:66。考古学的には、曾侯乙墓から琴と似た筑と十弦琴が出土している:66。七弦の琴は郭店一号楚墓から出土した戦国時代の琴と、馬王堆漢墓から出土した前漢の琴があるが、どちらも全長80cmあまりのもので、現在の古琴よりも小さい。
南北朝以降になると現在と同様の120cmほどの古琴が出現する。台湾の国立故宮博物院には唐の時代に作られた「春雷」という琴を蔵するが、この琴は天下第一の琴と呼ばれた。「九霄環佩」というやはり唐の至徳元載（756年）に作られた琴は、北京の故宮博物院ほかに4面が現存し、いずれもほぼ同じである。
古琴の構造は時代を通じてほとんど変化がない。宋の太宗が9弦琴とそのための曲を作ったが、普及しなかった。
古琴の弦は伝統的には絹糸であるが、現在は主にスチール弦やスチール芯のナイロン弦が用いられる。本来の絹製の弦とは響きが異なるため、近年本来の絹製の弦を使った復元演奏も試みられている。
古琴の専門書として、古くは揚雄『琴清英』、蔡邕『琴操』、嵆康『琴賦』などがある。明の蒋克謙『琴書大全』(1590、全22巻)には琴に関する古来の多くの論著を集めている。朱権の『神奇秘譜』は最初に印刷された古琴譜である。楊宗稷『琴学叢書』(1911-1931、全43巻)は琴の理論や琴曲32曲を含む総合的な書物である。
元々の名称は単に「琴」であったが、後に「胡琴」や「洋琴」など、琴の字の頭に別の名をつけた弦楽器と区別するために、200年以上前から「七弦琴」と呼ばれるようになった。「古琴」の呼称が用いられるようになったのは20世紀後半からである。

### 現代
戦争が原因で、清末から古琴家の人数が少なくなった 。1937年に上海の今虞琴社が行った調査によると、全中国の古琴家はただ112人。1950年代から1960年代、査阜西は古琴家を取材し、『存見古琴曲譜輯覧』と『琴曲集成』を編纂し、これにより古琴の再興が始まった。そして、古琴は次第に現代の教育体系に至った。管平湖・査阜西・呉景略・顧梅羹・張子謙・衛仲楽などは北京・上海で古琴の研究と伝授が始まった。
1977年、ボイジャーのゴールデンレコードには管平湖を演奏した『流水』が収められた。
2003年11月7日、「古琴芸術」はユネスコの無形文化遺産保護条約に基づく「人類の無形文化遺産の代表的な一覧表」に掲載され、2006年5月20日中国最初の「国家級非物質文化遺産」として正式登録された。

### 日本
日本には遣唐使の時代に譜とともに大陸から伝来、箏や和琴など他のことと区別して「琴（きん）」または「琴（きん）のこと」と称した。『懐風藻』には「琴」にまつわる詩が数多く詠まれている。また『うつほ物語』の清原俊蔭、『源氏物語』の光源氏など、物語の主人公が携行し奏でる場面が重要な物語要素となっている。平安時代中期頃まで演奏されていた記録が『日本三代実録』『吏部王記（りほうおうき）』『御堂関白記』『御遊抄』『枕草子』に残るが、奏法が難しくまた音量の小さい楽器であったためか、結局、雅楽の編成にも加えられることなく一度断絶する。その後江戸時代に至り、東皐心越によって再び日本に伝わり、熊沢蕃山、荻生徂徠、浦上玉堂らの文人たちに愛好されたが、一般に広まることはなく再び衰微した。現代の琴学はオランダ公使のファン・フーリック(1910-1967)が岸辺成雄に教授したことから始まるものである。
古代の琴で日本に現存する代表的な琴に、唐琴として正倉院宝物の「金銀平文琴（きんぎんひょうもんのきん）」、法隆寺献納宝物の「開元琴」（東京国立博物館所蔵、国宝）がある。他に、厳島神社蔵の伝平重衡所用の法花（重要文化財）、尾張・徳川義直の老龍吟、紀伊徳川家伝来の北宋琴・冠古（別銘「梅花断」（２０１９年９月北京大学王風教授による鑑定）、『集古十種』所載）、谷響、幽蘭（寛政年間）、天明三年無銘琴（4張ともに国立歴史民俗博物館蔵）などがある。

## 楽譜

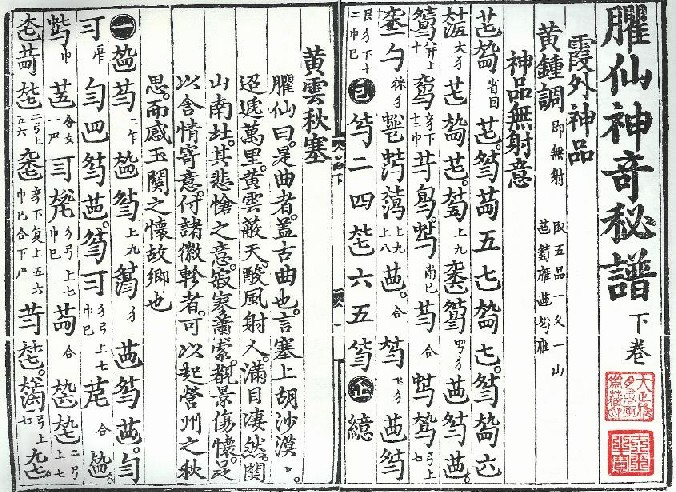
朱権『神奇秘譜』の減字譜

古琴の楽譜には、文字譜と中唐時代に開発された減字譜（げんじふ）がある。文字譜は弧本として、漢代、蔡邕（133-192）が書いた『琴操』に孔子が作曲したと伝える『碣石調幽蘭第五』（けっせきちょうゆうらんだいご）（東京国立博物館所蔵、国宝）が現存する。彦根井伊家、徳川田安家には、荻生徂徠の楽書『幽蘭譜抄』が伝わる。
減字譜は文字譜の字画を省略して（減らして）開発したのでこの名がある。その例を挙げれば、「挑」→「乚」、「抹」→「木」、「勾」→「勹」、「名」→「夕」などといった具合である。
減字譜は多数伝わり、朱権編『神奇秘譜』明・洪熙乙巳年（1425年）が代表的な琴譜である。減字譜は見た目が非常に変わっており、『紅楼夢』86回には、林黛玉が読んでいる琴譜を賈宝玉が見て「天書」だと思うシーンがある。
代表的な琴曲に「広陵散」「陽関三畳」「秋風辞」「酒狂」「昭君引」「大胡笳」「梅花三弄」「平沙落雁」「幽蘭」などがある。
中華人民共和国では1960年から琴譜の叢書である『琴曲集成』の出版を開始し、2010年に全30巻・142種の琴譜の出版を完了した。
減字譜は現在のところUnicodeには未収録であるが、追加多言語面への追加が提案されている。

## 伝説
古琴に関する伝説は非常に多い。孔子が師襄子に琴を習ったときの話（史記孔子世家）、伯牙と鍾子期の「知音」の故事（『列子』湯問）、司馬相如の琴と卓文君の話（『史記』司馬相如列伝）、蔡文姫が切れた弦の種類を聞き分けた話（『芸文類聚』の引く『蔡琰別伝』）、嵆康が刑死するときに「広陵散」を演奏した話（『世説新語』雅量）などが有名である。

## 大衆文化
古琴は中国の映画とテレビのバックグラウンドミュージックによく用いられる楽器で、『秦頌』（李祥霆）、『山水情』（龔一）、『レッドクリフ』（趙家珍）などが有名である。
しかし、古琴の使い方が間違っている作品も多く、『カンフーハッスル』に登場する「古琴」は本当の古琴ではなく、それに付随する音楽も古箏によるものであった。『宮廷の諍い女』でも古筝による音楽が使われ、さらに出演女優は古琴を逆さに置いて弾いている。